# Домашніков Борис Федорович
Борис Федорович Домашніков (5 квітня 1924, Кригоузово, Лухський район, Івановська область, РРФСР — 20 квітня 2003, Уфа, Росія) — радянський і російський живописець, Народний художник СРСР (1982), член-кореспондент РАМ (1997), почесний громадянин м. Уфи (1994)

## Життєпис
Б. Ф. Домашніков народився 5 квітня 1924 року в селі Кригоузово Лухського району Івановської області в селянській родині. У сім'ї було п'ятеро дітей.
1935 року родина переїхала до Уфи. Там вони жили на околиці міста, у землянці, потім - у комуналці, багато років по тому отримали квартиру по вулиці Краснодонській. Батьки працювали в Уфі на моторобудівному заводі. Під час війни військкомат відмовився брати його на фронт за станом здоров'я і Домашніков працював у художній майстерні міськомгоспу - писав гасла, плакати, солдатські похоронні таблички.
У 1945 році вступив в Уфімське театрально-художнє училище, а 1950 року його закінчив (викладачі Олександр Тюлькін і Порфирій Лебедєв). Після закінчення училища викладав малювання і креслення в школі, працював декоратором в Уфімському ляльковому театрі.
Від 1953 року брав участь у виставках в Уфі (1953), Москві (1954), Салаваті (1966), Ленінграді (1972), Франції, Англії, Голандії (1976), Японії, НДР, Польщі, Угорщині (1977).
У 1960-х роках художник подорожував по Італії, де вивчав оригінали античності, був у Самарканді, Новгороді, Пскові, Ростові Великому.
1975 року йому присвоєно звання «Народний художник РРФСР», а в 1982 році — «Народний художник СРСР».
Син художника, Віктор Домашніков (нар. 1956), також відомий художник 
Твори Домашнікова зберігаються в багатьох музейних (близько 40) зібраннях і приватних колекціях, зокрема в Державній Третьяковській галереї, в Академії мистецтв, Державному музеї мистецтв народів Сходу, Національному музеї республіки Башкортостан в Уфі, Башкирському державному художньому музеї імені М. В. Нестерова, Севастопольському художньому музеї та інших.

## Творчість
Найбільш відомі його картини: Під Уфою. Весна (1954), Охлебініно (1954), Весна на Псковщині (1959), Березняк (1960), Стадіон. Сутінки (1960), Псков. Синій день (1969), Оповідь про Урал (1974), Пейзаж з поїздом (1981), серія полотен «Москва. Червона площа», серія робіт «По Південному Уралу».

## Пам'ять
«Я не вважаю нашу епоху марною - стільки пережито і зроблено. Чи можу я бути не вдячним нашому часові, якщо він дав мені, селянському синові, можливість бути художником, відкрив мистецтво М. Нестерова, І. Левітана, Філіппо Ліппі»
В Уфі на вулиці Салавата встановлено меморіальну дошку, яка увічнює пам'ять Бориса Домашнікова. Пам'ятний знак встановлено на будинку під номером 17, де більш як 30 років була творча майстерня Бориса Федоровича.
Станом на 2016 рік у майстерні працює його син, художник Віктор Домашніков.

## Визнання
- Заслужений діяч мистецтв БАРСР (1965)
- Заслужений художник РРФСР (1965)
- Народний художник РРФСР (1975)
- Народний художник СРСР (1982)
- Почесний громадянин міста Уфи (1994)
- Срібна медаль 6-го Всесвітнього фестивалю молоді та студентів у Москві (1957)
- Золота медаль Російської Академії Мистецтв.

## Цікаві факти
1965 року салаватський молодіжний клуб «Комуна» організував виставку картин Бориса Домашнікова в салаватському Палаці культури "Нафтохімік". Виставка пройшла успішно. Після закриття виставки картини зняли і склали в коморі, суміжній з виставковим залом, в очікуванні транспорту, щоб повернути їх Домашнікову. Чомусь, і кімната, і комора виявилися незамкненими. Хтось кинув недопалок у комору і виникла пожежа. Частину картин не вдалося врятувати, а ті картини, які вціліли, відправили потім у Третьяковку в реставраційну майстерню. Салаватське керівництво поставилося до того, що трапилося, дуже відповідально. За згорілі картини Домашнікову щедро заплатили.